# Stöcke
Stöcke är en tätort i Umeå kommun. Orten är belägen i ett rikt odlingslandskap cirka 10 km söder om Umeå.

## Historia
I området runt Stöcke och Ansmark har man hittar cirka 60 kolbottnar som uppskattas vara äldre än 1860-talet. Nästan alla ligger vid eller nära vägar som har kontakt med gamla kustlandsvägen. Den troligaste destinationen för kolet bör ha varit Hörnefors bruk.

### Befolkningsutveckling
| Befolkningsutvecklingen i Stöcke 1960–2020                                                                                             | Befolkningsutvecklingen i Stöcke 1960–2020 | Befolkningsutvecklingen i Stöcke 1960–2020 | Befolkningsutvecklingen i Stöcke 1960–2020 | Befolkningsutvecklingen i Stöcke 1960–2020 |
| --- | ------------------------------------------ | ------------------------------------------ | ------------------------------------------ | ------------------------------------------ |
| |                                            |                                            |                                            |                                            |
| År |                                            |                                            | Folkmängd                                  | Areal (ha)                                 |
| 1960 | 1960                                       |                                            | 156                                        | ¤                                          |
| 1975 | 1975                                       |                                            | 276                                        |                                            |
| 1980 | 1980                                       |                                            | 307                                        |                                            |
| 1990 | 1990                                       |                                            | 329                                        | 37                                         |
| 1995 | 1995                                       |                                            | 379                                        | 39                                         |
| 2000 | 2000                                       |                                            | 395                                        | 39                                         |
| 2005 | 2005                                       |                                            | 477                                        | 46                                         |
| 2010 | 2010                                       |                                            | 483                                        | 49                                         |
| 2015 | 2015                                       |                                            | 487                                        | 70                                         |
| 2020 | 2020                                       |                                            | 577                                        | 93                                         |
| Anm.: 1960 som Stöckeby. Ny tätort 1975. Västersidan räknades som en del av tötorten 2020 ¤ Som tätortsbebyggelse med 150-199 invånare |                                            |                                            |                                            |                                            |

## Samhället
Stöcke är en jordbruksby belägen i flack terräng på Umeälvens södra sida. Större delen av bebyggelsen ligger direkt vid eller i nära anslutning till väg 523. Byn är utsträckt över en längre sträcka, drygt 4 km, mellan gränsen mot Stöcksjö i väster och Ström i öster.
Byns skola, Stöcke skola (för- och grundskola), har drygt 160 elever från förskoleklass till och med årskurs 6. Skolan byggdes ut, renoverades och nyinvigdes i november 2016.

## Idrott
Byns största idrottsförening, Stöcke IF, bildades 1966 och har bedrivit verksamhet inom flera grenar, bland andra fotboll och volleyboll. 
Tränare för Stöckes herrlag i fotboll är Daniel Nilsäter.
Vid den egna idrottsplatsen Stöckesbua (i folkmun "bua") finns förutom gräsplan, grusplan, tennisbana och elbelyst motionsspår även en konstgräsplan som invigdes i september 2017.
Stöcke Ponnyförening (bildad 1979) är en annan idrottsklubb från byn som fostrat ryttare till fina placeringar på nationell nivå bland annat ett antal SM-tecken.

## Personer från orten
- I byn föddes topografen och dialektforskaren Pehr Stenberg.
- Johan Edlund - Sport och travprofil.